# Троїцька сільська рада (Благоварський район)
Тро́їцька сільська рада (рос. Троицкий сельский совет) — муніципальне утворення у складі Благоварського району Башкортостану, Росія. Адміністративний центр — село Троїцький.

## Населення
Населення — 532 особи (2019, 622 у 2010, 702 у 2002).

## Склад
До складу поселення входять такі населені пункти:
| Населений пункт   | Населення, осіб (2002) | Населення, осіб (2010) |
| ----------------- | ---------------------- | ---------------------- |
| Ахуново, присілок | 257                    | 214                    |
| Троїцький, село   | 445                    | 408                    |